# نادژدا ۲۰۷۱

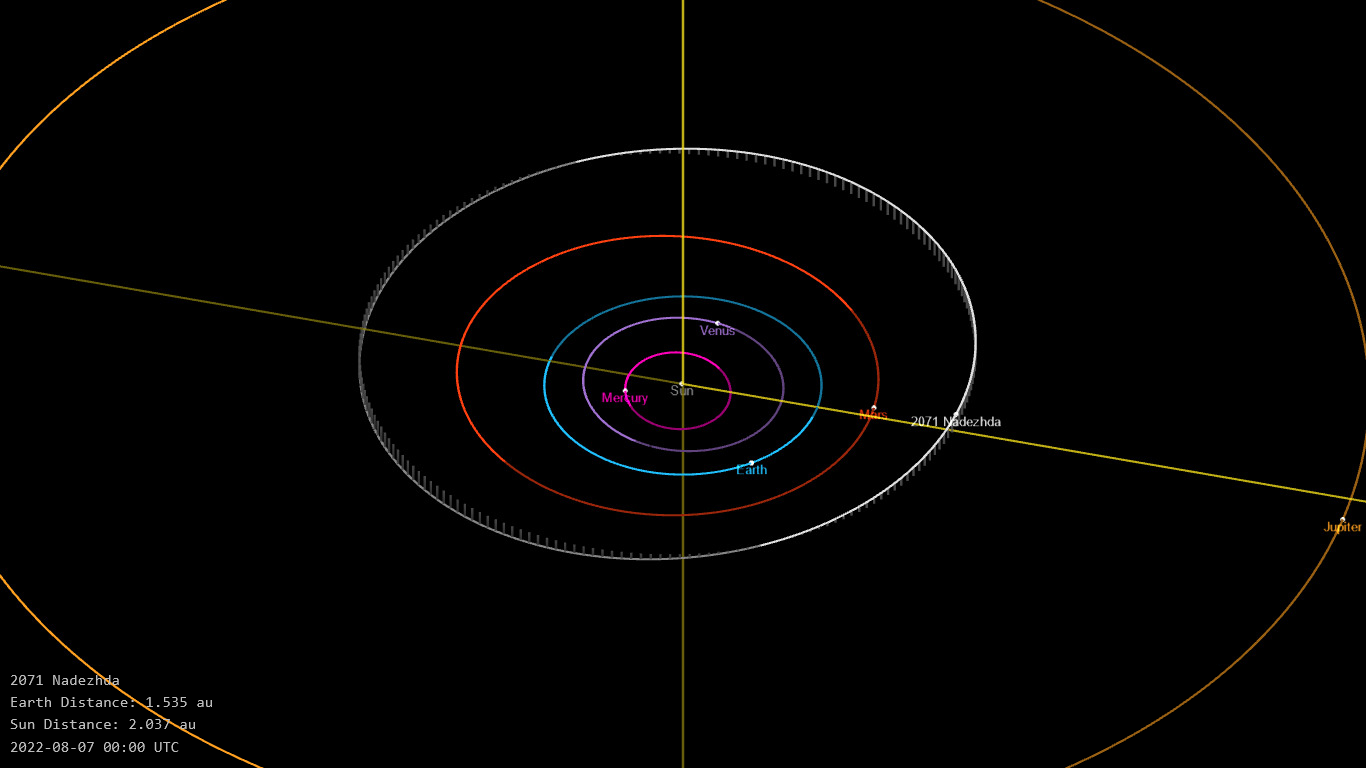
نمایی از محل قرارگیری سیارک نادژدا ۲۰۷۱ در مدار - ۲۰۲۲

سیارک ۲۰۷۱ (به انگلیسی: 2071 Nadezhda، نامگذاری:1971QS) دو هزار و هفتاد و یکمین سیارک کشف شده‌است که در ۱۸ اوت ۱۹۷۱ کشف شد.
قدر مطلق سیارک برابر ۱۳٫۳۰ است.